# 中村明花
中村 明花（なかむら さやか、1986年4月17日 - ）は、日本のタレント、元ファッションモデルである。
千葉県木更津市出身。ワタナベエンターテインメントに所属していた。

## 略歴
2004年、ファッション誌『mina』のモデルとしてデビュー。
2007年2月から情報バラエティ番組『王様のブランチ』（TBS）のリポーターを務める。
2011年3月3日にプロサッカー選手の細貝萌と結婚。同年3月26日放送の『王様のブランチ』でリポーターを卒業した。その後は夫の帰国に合わせ、インターネット配信の動画などで活躍している。
2016年1月に第1子妊娠を公表。夫の30歳の誕生日でもある同年6月10日に第1子女児を出産。

## 人物
- 両親が鹿児島県出身[4]。5歳上の兄がいる[5]。
- 趣味は、ショッピングと料理。特技は、書道（硬筆6段、毛筆6段）と陸上、料理。
- 2014年9月に調理師免許を取得。現在は、「ドイツ食材を使って作る和食」をテーマにドイツで料理教室をひらいている。

### 交友関係
- mina時代の同僚だった平野由実[6]や、小阪由佳、林未紀と仲が良く、互いのブログにも頻繁に登場している。特に、林未紀には妹のように可愛がられている[7]。
- ブランチリポーターで最も仲が良いのは、既に番組を卒業している平塚奈菜である。互いのブログに頻繁に登場しており、今でも平塚と遊ぶことが多いという。互いに「明花」「ナーナ」と呼び合っている。
- かつて同じ事務所に所属していた仲間リサとは今でも仲が良く、仲間がパーソナリティを務めたラジオ番組にもゲスト出演したことがあるという[8]。

## 出演

### テレビ
- WEタウンBB（あっ!とおどろく放送局、2006年）
- 王様のブランチ（TBS、2007年2月 - 2011年3月）
- ON THE FIELD（MLBチャンネル）
- GOOD LOOKING' CLUB（日本テレビ）
- テレサ・テン物語〜私の家は山の向こう（テレビ朝日、2007年6月2日）
- 明石家さんちゃんねる（TBS、2007年7月18日）
- TOKYO BOY（東京MXテレビ、2008年5月18日・25日）
- ドライブ A GO!GO!（テレビ東京、2009年5月10日・2009年11月1日・8日）
- アクセる★ビリー!（メ〜テレ、2009年5月 - ）
- SASUKE（TBSテレビ、2009年9月27日）
- 発見! 僕らの未来建築（仙台放送、2010年4月29日）

### CM
- ネスレ日本 ネスカフェ 珈琲の恵み 生豆茶（2012年） - イモトアヤコ、仲間リサと共演

### 舞台
- 表参道ベースメントシアター第3回公演 limit〜あなたの物語は何ですか?〜（2006年6月2日 - 4日、シアターVアカサカ）

### 雑誌
- mina（主婦の友社）

### DVD
- 卒業設計日本一決定戦 せんだいデザインリーグ2010（仙台放送） -  アンガールズと共演[9]